# روب بورش
روب بورش (بالإنجليزية: Rob Burch) (8 أكتوبر 1983 في المملكة المتحدة - ) هو لاعب كرة قدم بريطاني في مركز حراسة المرمى. لعب مع توتنهام هوتسبير وستيفيناغ بوروه وشيفيلد وينزداي ونادي بارنت ونادي بريستول سيتي ونوتس كاونتي ووست هام يونايتد ولينكولن سيتي أف سي ونادي وكينغ.

## وصلات خارجية
- روب بورش على موقع قاعدة بيانات كرة القدم.إي يو (الإنجليزية)
- روب بورش على موقع Soccerbase.com (لاعب) (الإنجليزية)